# Andrena jazleya
Andrena jazleya är en biart som beskrevs av Pohl och Larkin 2006. Andrena jazleya ingår i släktet sandbin, och familjen grävbin. Inga underarter finns listade i Catalogue of Life.